# András Fáy
András Fáy (Kohàny, 30 maggio 1786 – Pest, 26 luglio 1864) è stato un poeta ungherese.
Pubblicò poesie, favole (in tutto 515) e romanzi. Partecipò anche alla vita politica del suo paese e si occupò dei problemi sociali nel suo libro Casa Bèlteky